# Quintino Sella
Quintino Sella (escrito en italiano como Quintino Sèlla; 7 de julio de 1827 - 14 de marzo de 1884) fue un ingeniero de minas italiano, que posteriormente desarrollaría una destacada trayectoria como profesor universitario, político y economista.
Durante la época de la Reunificación italiana, tuvo un importante papel en la incorporación de los Estados Pontificios al reino de Italia, y formando parte de sucesivos gobiernos conservadores, ideó distintas políticas económicas para luchar contra el déficit crónico en los presupuestos públicos. Como ingeniero y profesor universitario, contribuyó al uso de los sistemas de representación aplicados a la mineralogía, y publicó diversos estudios sobre cristalografía.

## Biografía
Sella nació en Mosso, en la Provincia de Biella.
Después de estudiar ingeniería en Turín, fue enviado en 1843 a estudiar mineralogía en la Escuela Superior de Minas de París, ciudad en la que presenció la revolución de 1848. Regresó a Turín en 1852 para enseñar geometría aplicada en el instituto técnico. En 1853 se convirtió en profesor de matemáticas en la universidad, y en 1860 en profesor titular de mineralogía en la escuela de ingeniería aplicada.
En 1860 fue elegido diputado por el distrito de Cossato. Dos años más tarde fue nombrado secretario general de instrucción pública, y en 1862 recibió de Rattazzi la cartera de finanzas. El gabinete Rattazzi cayó antes de que Sella pudiera cubrir eficazmente el déficit de 17,5 millones de liras con el que se enfrentó; pero en 1864 regresó al ministerio de finanzas en el gabinete La Marmora, y se ocupó enérgicamente del déficit de 8 millones existente entonces. Persuadiendo al rey a renunciar a 120.000 liras de su lista civil, y a sus colegas en el gabinete aparte de sus emolumentos ministeriales, efectuó ahorros por valor de 2,4 millones, propuso un nuevo impuesto por un valor de 1,6 millones, e indujo a los propietarios a pagar la cuota de un año del impuesto a la tierra por adelantado.
Un voto de la cámara le obligó a renunciar antes de que se completaran sus preparativos para la restauración financiera; pero en 1869 regresó al ministerio de finanzas en un gabinete formado por él mismo, pero del que asumió el cargo de primer ministro Giovanni Lanza. Por medio del impuesto a la molienda (que había propuesto en 1865, pero que el gabinete Menabrea había aprobado en 1868), y por otros recursos fiscales requeridos por la condición casi desesperada del tesoro nacional, tuvo éxito, antes de su caída del poder en 1873, al colocar las finanzas italianas sobre una base sólida, a pesar de los ataques feroces y la tergiversación persistente de sus planes por parte de sus enemigos políticos.
En 1870, su gran influencia política mantuvo la tendencia contraria a la intervención en favor de Francia contra Prusia, y tras la caída de Napoleón III, lideró el movimiento en favor de una ocupación inmediata de Roma, todavía en manos del papado. 
Desde 1873 hasta su muerte prematura, actuó como líder de la derecha (Destra Storica), y una coalición efímera de opositores personales le impidió en más de una ocasión regresar al poder como jefe de un gabinete moderado conservador. Después del fracaso de un intento de formar un gabinete en mayo de 1881, prácticamente se retiró de la vida pública, dedicándose a sus estudios y a su fábrica de lino.
Quintino Sella murió en 1884 y fue enterrado en Sacro Monte di Oropa, donde el ingeniero Carlo Maggia erigió una pirámide como su monumento funerario; el anticlericalismo implícito de la elección de un estilo "egipcio" concuerda con el papel de Sella en la ocupación de Roma.

## Realizaciones

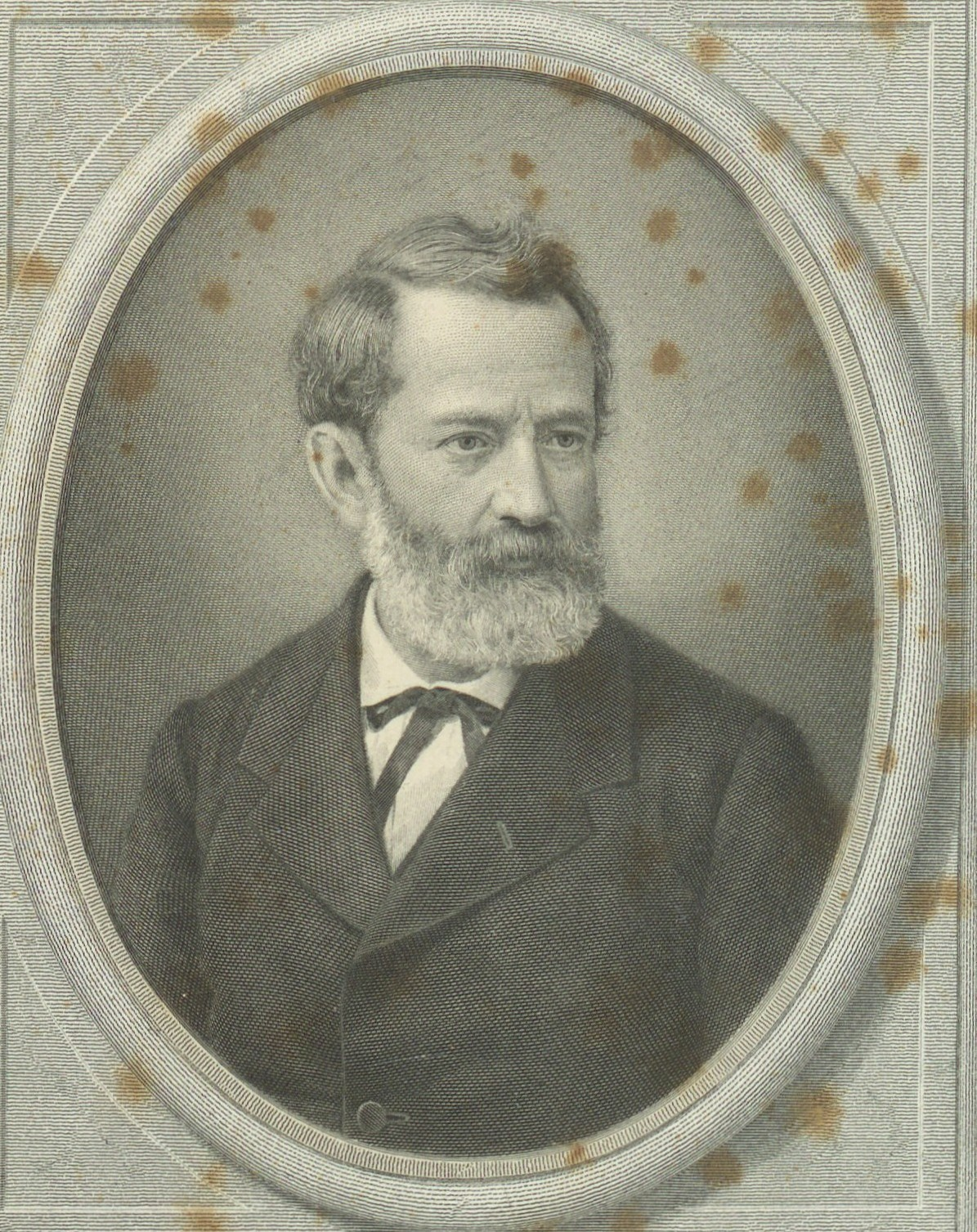
Quintino Sella

En el campo de la mineralogía, contribuyó al desarrollo de la cristalografía morfológica, química y descriptiva, estudiando numerosas especies minerales (con publicaciones como Quadro delle forme cristalline dell'argento rosso, del quarzo e del calcare (1856), Studî sulla mineralogia sarda fatti nel 1855 (1857), o Sulle proprietà geometriche di alcuni sistemi cristallini (1858 )). Su trabajo sobre las formas cristalinas de algunas sales de platino y del boro adamantino (1858) le dieron fama internacional. Fue el fundador de la Sociedad Geológica Italiana.
Apasionado montañista, encontró tiempo durante su carrera política para fundar el Club Alpino Italiano. Varios de sus refugios de montaña se nombraron en su honor. 
También participó en la pugna por la primera escalada al Matterhorn, siendo retratado en varias películas relacionadas, como The Mountain Calls y  The Challenge. [cita requerida]

## Reconocimientos
- Sus Discorsi parlamentari fueron publicados (5 vols., 1887-1890) por orden de la Cámara de Diputados.
- Una relación de su vida y de sus trabajos científicos redactada por A. Cossa fue incluida en los Procedimientos de la Academia Nacional de los Linces (1884-1885).[3]

## Eponimia
- El mineral sellaíta lleva su nombre.[1]
- El monte Sella, situado en la Isla Grande de Tierra de fuego.[1]

## Galería

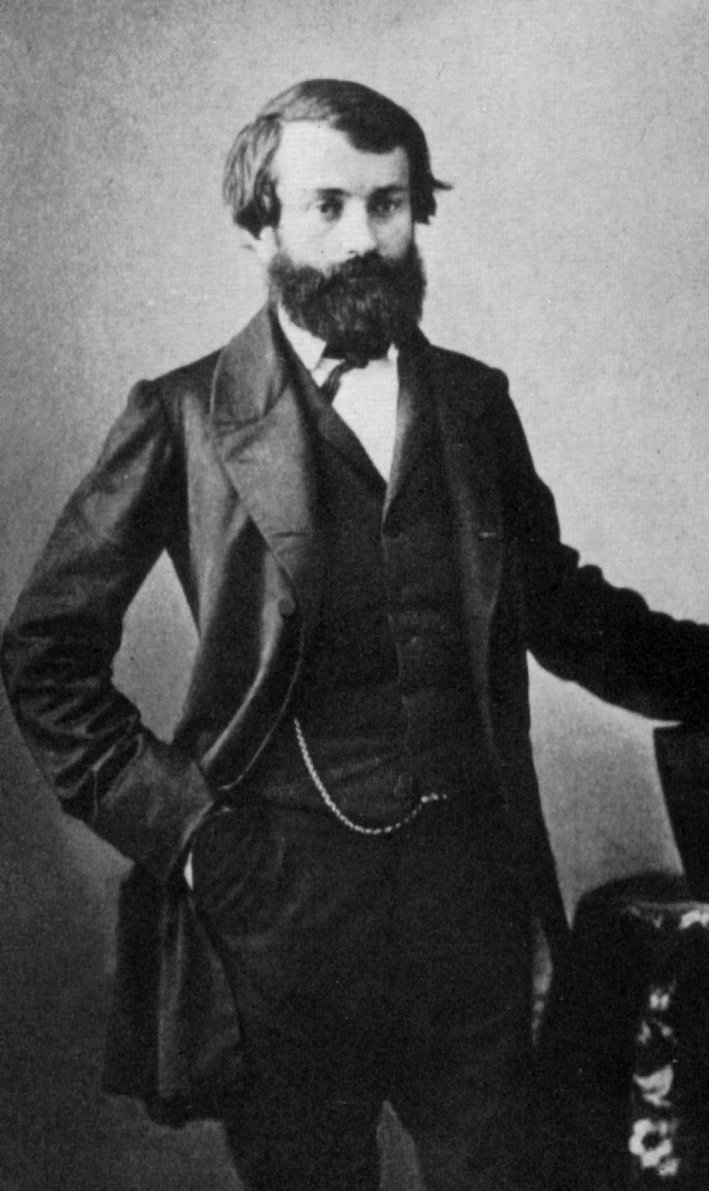
Quintino Sella a comienzos de la década de 1860.
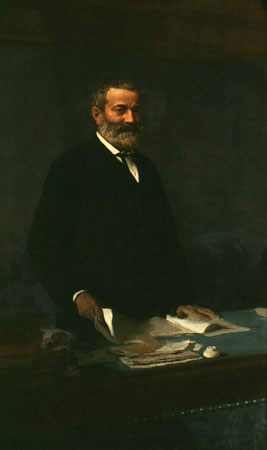
Quintino Sella en un retrato oficial.
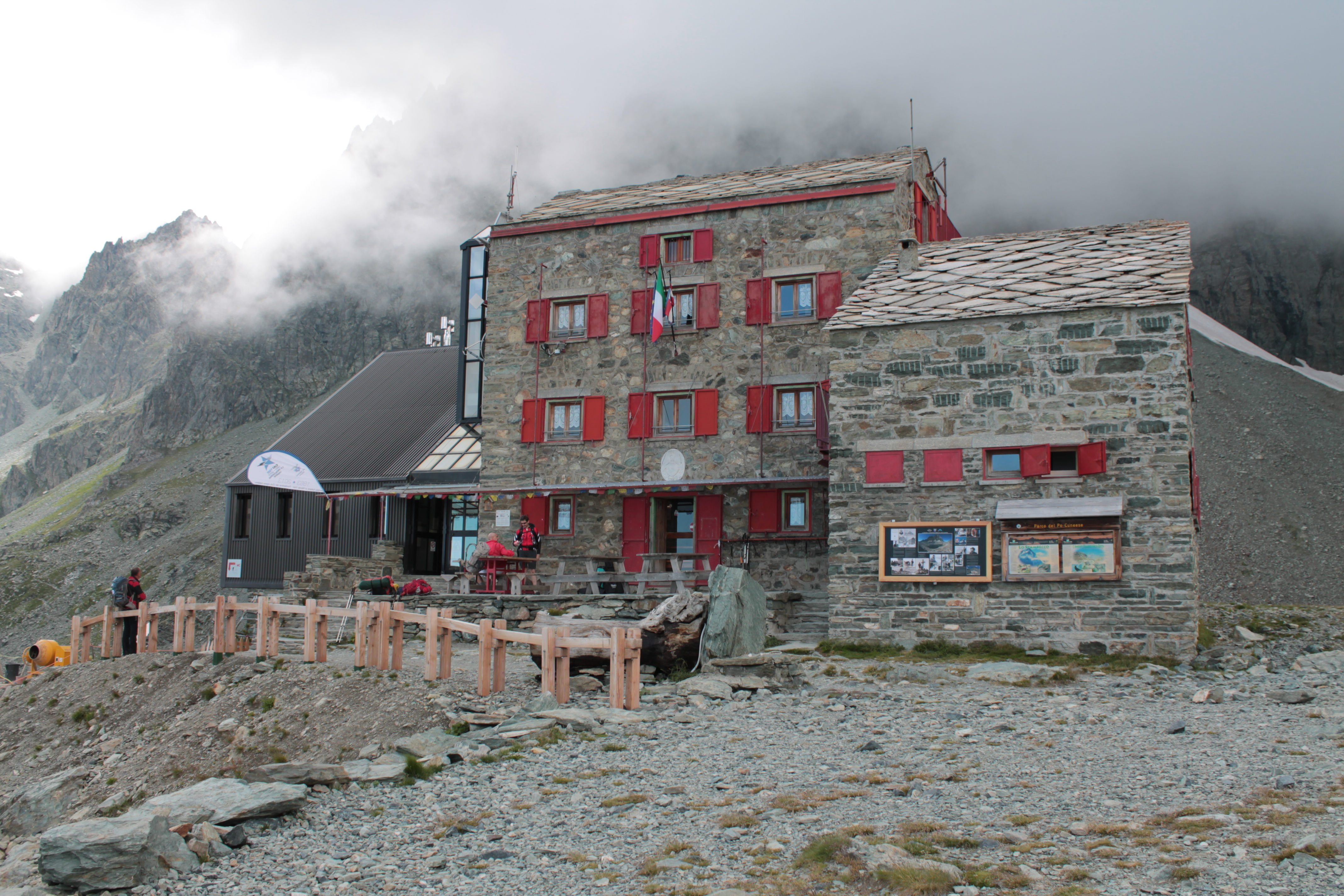
Refugio de montaña en Monviso nombrado en su honor.